# كاباناس (لا كرونيا)
بلدية كاباناس (بالإسبانية: Cabanas)‏، هي إحدى بلديات مقاطعة لا كرونيا إحدى مقاطعات إسبانيا، و التي تقع في منطقة جليقية شمال غرب إسبانيا.
يبلغ عدد سكانها 3.334 نسمة وفقاً لإحصائية سنة (2002).